# تتروز
تتروز أو سكر رباعي الكربون (بالإنجليزية: tetrose)‏ هو سكر أحادي يحتوي على أربع ذرات كربون.والسكريات الرباعية تحتوي إما على مجموعة الألدهيد الوظيفية على ذرة الكربون رقم واحد وتسمى عندها سكريات رباعية ألدهيدية (بالإنجليزية: aldotetroses)‏ أو على مجموعة الكيتون الوظيفية وتسمى عندها سكريات رباعية كيتونية (بالإنجليزية: ketotetroses)‏ أي أنها تسمى تبعا لنوع المجموعة الوظيفية التي تحملها وموقعها.

D-إرثروز
D-ثريوز
D-إرثرولوز

السكريات الرباعية الألديهيدية تحتوي على مركزي لا تناظر (بالإنجليزية: chiral centers)‏ (ذرات كربون غير متناظرة) ولذلك هناك أربع متصاوغات فراغية محتملة.هناك متصاوغان فراغيان موجودان بشكل طبيعي وهما المتصاوغان المرآتيان الإرثروز والثريوز اللذان يمتلكان ترتيب فراغيا من النوع D (بالإنجليزية: D configuration)‏ وليس المتصاوغين المرآتيين من النوع L.أما السكريات الرباعية الكيتونية فتحتوي على مركز لا تناظر واحد ولذلك هناك متصاوغان فراغيان محتملان هما الإرثرولوز بنوعيه L وD.لكن مرة أخرى ؛المتصاوغ المرآتي من نوع D هو الموجود بشكل طبيعي.